# Александров, Александр Петрович (контр-адмирал)
Алекса́ндр Петро́вич Алекса́ндров (настоящая фамилия Бар; 8 (21) июня 1900, Орёл — 12 января 1946, Таллин) — советский военачальник, контр-адмирал (1944), военный теоретик.

## Биография
Родился в семье одесского коммерсанта, в феврале 1917 года сменил фамилию на Александров. Член Коммунистической партии с апреля 1917 года. В Красной Гвардии с мая 1917 года. В Военно-Морском флоте с 23 февраля 1918 года.
Участник Гражданской войны в России — красногвардеец Одесской Красной гвардии. С июля 1918 г. секретарь районного и член городского комитета РСДРП(б) в Одессе. С апреля 1919 г. начальник и комиссар Черноморского водного транспорта. С июля 1919 г. командир 1-го Морского Коммунистического батальона особого назначения, воевавшего против атамана Н.А. Григорьева на Донбассе. С сентября 1919 г. политический комиссар 400-го полка 134-й кавалерийской бригады Г.И. Котовского, ставшей позже 45-й кавалерийской дивизией. С апреля 1920 г. военком радиостанции «Воронцовский дворец». С мая 1920 г. военный следователь революционного трибунала в г. Николаев. С августа 1920 г. член коллегии революционного трибунала Морских сил Чёрного и Азовского морей. С ноября 1920 г. начальник следственного отдела уголовного розыска. С декабря 1920 г. председатель революционного трибунала западного побережья Чёрного моря. С июля 1921 г. член военной коллегии Верховного трибунала Крымской области и побережья Чёрного и Азовского морей.
После окончания Гражданской войны с февраля 1922 г. по июль 1927 г. обучался на военно-морском факультете Военно-морской академии РККФ, после окончания которой служил в Морских силах Балтийского моря — вахтенным начальником линкора «Марат». С декабря 1927 г. начальник штаба дивизии линкоров. С мая 1928 г. старший помощник командира эсминца «Урицкий». С октября 1928 г. адъюнкт, а с января 1931 г. преподаватель Военно-морской академии. С января по март 1929 года окончил армейское оперативное отделение курсов усовершенствования высшего начсостава при Военной академии им. М.В. Фрунзе, а в 1930 г. курсы адъюнктов при военной секции Ленинградского отделения Коммунистической академии. В апреле — декабре 1931 года командир и военный комиссар крейсера «Аврора». С января 1932 года вновь на преподавательской работе в Военно-морской академии им. К. Е. Ворошилова — начальник кафедры стратегии и оперативного искусства (1932 год — март 1934 года), начальник штаба академии (март 1934 года — апрель 1936 года), и.о. начальника академии (с апреля 1936 года).
Во время национально-революционной войны испанского народа в апреле — октябре 1937 г. советник при командующем флотилией республиканского флота.
По возвращении на Родину в декабре 1937 года уволен со службы. 14 февраля 1938 года арестован, находился два года под следствием, но 13 февраля 1940 года был освобожден из-за недоказанностью обвинений в измене Родине, в том же месяце полностью реабилитирован и восстановлен в кадрах ВМФ.
С июня 1940 года — командир Новороссийской ВМБ Черноморского флота.
Во время Великой Отечественной войны в июле — октябре 1941 года командующий Азовской военной флотилией, которая принимала участие в обороне Крыма и в Донбасско-Ростовской оборонительной операции. В октябре 1941 года снят с должности командующего за нарушение воинской дисциплины при проведении боевой операции и направлен в распоряжение управления по командному составу ВМФ.
3 ноября 1941 года капитан 1-го ранга Александров арестован. 3 декабря 1941 года исключен из списков флота. В январе 1942 года по результатам следствия освобождён и назначен начальником 2-го отделения Исторического отдела Главного морского штаба.
В июле—декабре 1942 года — начальник штаба Ленинградской ВМБ. Участвовал в подготовке и высадке десанта в Усть-Тосно (август 1942 года), в наступательной операции с форсированием Невы у Невской Дубровки (сентябрь 1942 года).
С декабря 1942 года до февраля 1944 года — начальник штаба Ладожской военной флотилии. В мае 1943 года награждён орденом Красного Знамени за личное форсирование переправой р. Нева войсками Невской оперативной группы, проявляя при этом мужество.
С февраля 1944 года — командир Лужской ВМБ. С июня 1944 года — командир Ленинградской ВМБ. В июле 1944 года капитан первого ранга Александров награждён орденом Отечественной войны 1-й степени за укрепление штаба Ладожской военной флотилии и оперативное выполнение поставленных перед ней задач по тралению фарватеров и Невской губы, что позволило выполнить задачу развертывания флота.
В ноябре 1944 года контр-адмирал Александров награждён орденом Красного Знамени за выслугу лет — 26 лет в рядах ВМФ.
С декабря 1944 года — помощник председателя Союзной контрольной комиссии в Финляндии по морской части. В феврале 1945 года контр-адмирал Александров награждён орденом Ленина.
С апреля 1945 года — начальник штаба Балтийского флота. В августе 1945 года награждён орденом Нахимова 1-й степени, за то, что в свою бытность заместителя начальника СКК в Финляндии провел большую работу по выявлению трофейного имущества (около 250 тысяч тонн грузов, позднее вывезенных в СССР) в портах Финляндии и передаче в ВМФ большого количества кораблей в счет репараций.
Погиб в авиационной катастрофе в районе города Таллин, направляясь в служебную командировку в Берлин. Похоронен в Санкт-Петербурге на Смоленском кладбище (Сперанская дорога, уч. 105; на могиле — гранитная стела).

## Награды
Награждён орденом Ленина (1945), 3 орденами Красного Знамени (1943, 1944, …), орденом Нахимова 1-й степени (1945), орденом Отечественной войны 1-й степени (1944), а также медалями "За оборону Ленинграда" (1943), "За победу над Германией".

## Воинские звания
Капитан 2 ранга;
Капитан 1 ранга (февраль 1940 года);
Контр-адмирал (21 июля 1944 года).

## Книги
- Александров А. П. Критика теории владения морем. Л., 1930.
- Александров А. П. Противодесантная операция. Оперативный очерк. Л., 1933.
- Александров А. П. Операции подводных лодок (в соавторстве с И. С. Исаковым и В. А. Белли). Л., 1933.
- Александров А. П. Операции на морских сообщениях. Оперативный очерк. Л., 1934.
- Александров А. П. Военно-морские силы капиталистических государств. Л., 1934.